# Dmitri Iablonski
Dimitri Albértovitx Iablonski (en rus: Дмитрий Альбертович Яблонский) (Moscou, 1962), és un violoncel·lista i director d'orquestra rus que va estudiar a la Juilliard School of Music i a la Universitat Yale.

## Biografia
Dmitri Iablonski va néixer a Moscou en una família de músics: la seva mare, Oksana Iablónskaia, era una famosa pianista i el seu pare va ser violoncel·lista solista a l'orquestra de la Ràdio i Televisió de Moscou durant trenta anys.

## Formació
Dmitri va començar a tocar el violoncel a l'edat de cinc anys i l'any següent va ser acceptat a l'Escola Central de Música per a nens dotats. Als nou anys va fer el seu debut orquestral, en el Concert per a violoncel en do major de Joseph Haydn. Dmitri treballa amb Stefan Kalianov, antic ajudant de Rostropóvitx i Isaak Bouravski, violoncel principal de l'Orquestra del Teatre Bolxoi. Va actuar nombroses vegades a Moscou i moltes ciutats de l'antiga Unió Soviètica. Sortir de la Unió Soviètica no va ser fàcil a la dècada de 1970 i inicialment es va rebutjar la sol·licitud de visat. Van necessitar uns quants anys i diverses signatures de diverses personalitats, com Leonard Bernstein i Katharine Hepburn, per convèncer les autoritats perquè emetessin un visat per permetre a la seva mare sortir del país.
A la seva arribada a Nova York el 1977, Dmitri Iablonski va fer una audició per a la Juilliard School of Music i va estudiar amb Lorne Munroe, violoncel principal de la Filharmònica de Nova York.
L'estiu de 1979, als setze anys, Dmitri va assistir al Festival de Marlboro a Vermont, el participant més jove aquell estiu. A Marlboro va conèixer a molts grans músics com Mieczislaw Horszowski, Mr. Tree, Mr. Shneider, Mr. Foley i molts altres. Va tocar per a David Soyer, el violoncel·lista del Quartet Guarneri, que li va oferir una plaça al Curtis Institute of Music.
L'estiu següent, Dmitri va conèixer Aldo Parisot, un eminent violoncel·lista i professor de la Universitat Yale, on Dmitri va passar 4 anys. A Yale, es va interessar per la direcció després d'una reunió amb Otto Werner Muller, professor de direcció.

## Carrera
Després de graduar-se a Yale, va passar dos anys al programa de postgrau en arts a la Juilliard School of Music, amb Zara Nelsova. Durant aquests anys, Dmitri va actuar, sobretot, amb János Starker, Mstislav Rostropovitch, André Navarra, Maurice Gendron.
Durant un festival a Camerino a Itàlia, se li va demanar que substituís un director, que va cancel·lar a última hora, per dirigir l'Octeto de Stravinski amb membres de l'Orquestra de l'Acadèmia Sainte-Cécile de Roma. Va ser un moment força difícil, perquè no havia dirigit mai abans, però Dmitri, aleshores de vint-i-sis anys, estava fent el seu debut com a director.
Com a violoncel·lista ha actuat per tot el món, per exemple al Carnegie Hall, La Scala de Milà, el Gran Saló del Conservatori de Moscou, la Filharmònica de Sant Petersburg, a Taiwan, al Teatre Mogador, a la Cité de la Musique, al Louvre... amb companys de música de cambra, entre d'altres, Víktor Tretiakov, Leif Ove Andsnes, Iuri Baixmet.
Durant diversos anys, Dmitri ha estat el director convidat principal de l'Orquestra Filharmònica de Moscou i ha dirigit nombroses orquestres d'arreu del món, com ara: l'Orquestra Nacional de Bèlgica, l'Orquestra de l'Òpera de Catània, l'Orquestra dels Països -Bas, l'Orquestra de Cambra de Bolonya, l'Orquestra Nacional de Taiwan, l'Orquestra de la Federació Russa, l'Orquestra Nacional d'Illa de França, l'Orquestra Simfònica d'Israel, la Filharmònica Reial.
Va col·laborar amb solistes com Montserrat Caballé, Roberto Alagna, Olga Borodina i va estrenar el concert per a violoncel de Krzysztof Penderecki dirigit pel compositor.
Ha organitzat nombrosos festivals arreu del món, destacant el festival Gabala a l'Azerbaidjan del qual és codirector artístic, el Wandering Stars Festival, que té lloc cada any a diferents països del món, com ara Israel, Itàlia, a Rússia, als Estats Units...
És membre de l'Acadèmia Independent d'Estètica i Arts Liberals de Moscou i ensenya violoncel a l'Acadèmia de Música de Bakú; des del 2012 és el director convidat principal de l'Orquestra Simfònica Estatal.
Dmitry toca dos violoncels. Un pels seus concerts, un Giuseppe Giovanni Guarneri i Matteo Goffriller. Viu a la frontera de França i Espanya en un poble català de la muntanya, Angoustrine-Villeneuve-des-Escaldes.
Iablonski també és director de l'orquestra kyiv Virtuosos, amb seu a Ucraïna.

## Rècords i premis
L'enregistrament de trios de piano per al segell Erato, amb Vadim Repin i Boris Berezovsky, va guanyar nombrosos premis. Iablonski va transcriure i editar les obres per a violoncel de David Popper, publicades per la International Music Company i Dover. El seu enregistrament dels 40 estudis de violoncel sol de Popper va ser publicat pel segell Naxos, gravat a la tardor del 2008 i va rebre elogis de la crítica.
Dmitri Iablonski ha realitzat més de setanta enregistraments com a director i violoncel·lista per als segells discogràfics Naxos, Erato-Warner, Chandos, Belair Music, Sonora i Connoisseur Society. Alguns dels seus enregistraments han guanyat nombrosos premis, inclòs el Premi de la Crítica de Berlín per les seves Shostakovich Jazz Suites, que va arribar al Regne Unit i als Estats Units. Va ser nominat a un premi Grammy el 2007.